# ديفيد جونز (سياسي ومصرفي بريطاني)
ديفيد جونز (بالإنجليزية: David Jones )‏ (و. 1810 – 1869 م) هو سياسي، ومصرفي، من المملكة المتحدة، كان عضوًا في حزب المحافظين، توفي عن عمر يناهز 59 عاماً.

## مناصب
تولى منصب عضو البرلمان في المملكة المتحدة.

## التعليم
تعلم في مدرسة شارترهاوس ‏.